# Olympias
Olympias (řecky Ολυμπιάς, 376–316 př. n. l.) byla princezna z épeirského kmene Molossů, manželka Filipa II. Makedonského a matka Alexandra Velikého.

## Život
Její původní jméno bylo Polyxena. Narodila se jako dcera épeirského krále Neoptolema, který odvozoval svůj původ z rodu Aiakovců, z něhož pocházel mimo jiné i mytický hrdina trojské války Achilleus. Po otcově smrti se její bratr Alexandr I. Épeirský a strýc Arymbás dohodli s makedonským králem Filipem II. na spojenectví a toto ujednání stvrdili zaslíbením Olympiady Filipovi. Filip ji poznal na řeckém ostrově Samothraké, kde byli společně zasvěcováni do mystérií boha Dionýsa, a roku 359 př. n. l. ji pojal za ženu. Olympias se stala v pořadí jeho čtvrtou manželkou.
U makedonské šlechty byla pro svůj původ a povahu velmi neoblíbená. Dva roky po svatbě se rozhodla vrátit do Épeiru, kde si našla milence. Pod tlakem strýce a krále Épeiru Arymba se ale opět vrátila do hlavního města Makedonie Pelly a brzy otěhotněla. 20. července 356 př. n. l. porodila syna Alexandra a nedlouho po něm dceru Kleopatru.
Manželství s Filipem však nebylo příliš šťastné a postupně se z něj stala nekonečná řada roztržek a střetů. K tomuto vývoji přispěl i fakt, že se Filip oženil s Eurydiké Kleopatrou, která patřila k jednomu z nejpřednějších makedonských rodů. Bylo jasné, že ona se stane novou makedonskou královnou a Olympias bude zapuzena. Pokud by se Eurydiké Kleopatře narodil syn, nástupnická práva Alexandra by byla ohrožena.
Olympias se se synem opět uchýlila do Épeiru, kde se mezitím stal králem její bratr. Chtěla se Filipovi pomstít. Podněcovala proti němu bratra. Filip ale nabídl králi za manželku svou dceru Kleopatru. Olympiadin bratr si neteř ochotně vzal a od pomsty upustil, protože mu to zaručovalo přímé spojení s makedonským dvorem. Je možné, že Olympias byla zapletená do pozdější Filipovy vraždy, nechala totiž vrahovi postavit pomník a na její žádost byl meč, kterým byl král ubodán, zavěšen v Apollónově chrámu v Delfách. Také zabila Filipova a Kleopatřina syna Karana a dceru Europu. Následně pak donutila Eurydiké Kleopatru k sebevraždě.
Po smrti Alexandra Velikého se vrátila do Épeiru. Byla plná nenávisti a mstila se. Jejím úhlavním nepřítelem se stal Kassandros, syn makedonského vojevůdce Antipatra a pozdější král Makedonie, který doprovázel Alexandra Velikého na jeho tažení proti Peršanům. Kassandros byl obviňován, že Alexandra otrávil. Olympias postupně vyvražďovala jeho spojence – za oběť jí padli mimo jiné Kassandrův bratr Níkánor a makedonský královský pár Eurydiké a Filip III. Arrhidaios.
Když se Olympias vrátila z exilu v Épeiru, uchýlila se do města Pydna. Kassandros město oblehl a Olympias musela kapitulovat Kassandros jí slíbil, že ji nechá naživu, pokud odejde do vyhnanství. Olympias však odmítla a byla odsouzena k smrti. Pravděpodobně zemřela na následky vržených kamenů příbuzných, jejichž členy rodiny nechala zavraždit.